# 59 هـ
59 هـ هي سنة في التقويم الهجري امتدت مقابلةً في التقويم الميلادي بين سنتي 678 و679.

## وفيات
- سمرة بن جندب
- سعيد بن العاص
- أبو محذورة